# Рубаний Міст (Звенигородський район)
Ру́баний Міст — село в Україні, у Виноградській сільській громаді Звенигородського району Черкаської області. У селі мешкає 318 людей.

## Історія села
- 1864 — перша згадка про село у книжці «Сказання про населені пункти Київської губернії» Л. Похилевича
- 1900 — село належало А. Ф. Раковському, керував маєтком Мірський С. А.
- 1932—1933 — в часи голодомору померло 413 людей
- 1936 — в селі створено MTC
- 1941, липень — 1944, березень — село окуповано німецькими військами. На фронтах II Світової війни воювало 500 жителів, 248 з яких загинуло, 167 — нагороджена орденами і медалями.

У післявоєнні роки створено колгосп «Червоний промінь», який пізніше приєднаний до радгоспу «13-річчя Жовтня» (с. Мар'янівка).
1963—1965 — село знаходилось у Жашківському районі Київської області.

## Інфраструктура
На сьогодні у селі діють будинок культури, бібліотека, фельдшерсько-акушерський пункт, три магазини, початкова школа, дитячий садок. Середню і старшу школу діти відвідують у сусідньому селі Мар'янівка (4 км).
На землях села працює ФГ «Агролюкс».

## Пам'ятки природи
Парк — парк-пам'ятка садово-паркового мистецтва місцевого значення.

## Особи
- Зборовська Ніла Вікторівна — український літературознавець, письменниця і психоаналітик. 19 серпня 2012 р. у селі відкрито пам'ятник відомій письменниці-землячці.

## Населення
Згідно з переписом УРСР 1989 року чисельність наявного населення села становила 561 особа, з яких 223 чоловіки та 338 жінок.
За переписом населення України 2001 року в селі мешкали 474 особи.

### Мова
Розподіл населення за рідною мовою за даними перепису 2001 року:
| Мова       | Відсоток |
| ---------- | -------- |
| українська | 99,38 %  |
| російська  | 0,41 %   |
| інші       | 0,21 %   |